# Jelle Nijdam
Jelle Nijdam, né le 16 août 1963 à Zundert, est un coureur cycliste néerlandais. Il est un fils de Henk Nijdam, lui-même ancien coureur cycliste professionnel de 1962 à 1969. 

## Biographie
Il devient professionnel en 1984 et le reste jusqu'en 1996. Il y remporte 101 victoires. Il a été trois fois champion des Pays-Bas de poursuite en 1981 en catégorie junior, en 1984 en catégorie amateur et en 1985 en catégorie professionnel. Il est également en 1986 champion des Pays-Bas derrière derny. Il est devenu au fil des épreuves un spécialiste de prologues des courses à étapes : il en remportera 15.
À la suite de sa carrière il est devenu organisateur de stages cyclistes et a créé la société Jelle Nijdam Events. Il est également hôtelier depuis 2008.

## Palmarès sur route

### Palmarès amateur
- 1984
  - Étoile du Brabant :
    - Classement général
    - 1re étape

  - Prologue et 7eb étape (contre-la-montre) de l'Olympia's Tour

### Palmarès professionnel
- 1985
  - Classement général du Tour de Luxembourg
  - Prologue et 3e étape du Tour de Suède
  - Prologue du Tour de Belgique
  - Grand Prix Raymond Impanis
  - 3e du Grand Prix de la ville de Vilvorde
- 1986
  - 3eb étape du Tour de Luxembourg (contre-la-montre)
  - Prologue du Tour de Suède
  - Prologue du Tour des Pays-Bas
  - 1re étape du Tour du Danemark
  - 3e du Grand Prix Wieler Revue
  - 3e du Tour de Suède
  - 3e du Tour du Danemark
  - 3e du Grand Prix de Hannut
- 1987
  - À travers la Belgique
  - Prologue des Quatre Jours de Dunkerque
  - Tour de l'Oise :
    - Classement général
    - Prologue

  - Prologue du Tour de Suède
  - Prologue du Tour de France
  - Prologue du Tour des Pays-Bas
  - Prologue du Tour du Danemark
  - 2e du Grand Prix E3
- 1988
  - Amstel Gold Race
  - 3e étape du Tour des Asturies
  - 5e étape du Tour de France
  - Prologue et 4eb (contre-la-montre) étape du Tour des Pays-Bas
  - Grand Prix de la Libération (contre-la-montre par équipes)
  - 3e de Kuurne-Bruxelles-Kuurne
- 1989
  - Mémorial Thijssen
  - 2e étape du Tour de l'Oise
  - Ronde van Midden-Zeeland
  - 3e étape du Tour des Asturies
  - Prologue du Tour de Suède
  - 4e et 14e étapes du Tour de France
  - 1re étape du Tour des Pays-Bas
  - Paris-Bruxelles
  - 1re étape du Tour d'Irlande
  - Paris-Tours
  - 2e du Tour de l'Oise
  - 2e des Trois Jours de La Panne
- 1990
  - 2e étape du Tour de Murcie
  - Grand Prix de Hannut
  - 5e et 6e (contre-la-montre) étapes des Quatre Jours de Dunkerque
  - Binche-Tournai-Binche
  - Prologue et 4e étape du Tour de Suède
  - 6e étape du Tour de France
  - Tour des Pays-Bas :
    - Classement général
    - Prologue

  - 2e de Kuurne-Bruxelles-Kuurne
  - 2e du Grand Prix Eddy Merckx
  - 3e de l'Amstel Gold Race
  - 3e du Tour de Suède
  - 3e du Grand Prix de la Libération (contre-la-montre par équipes)
- 1991
  - 2e et 3eb (contre-la-montre) étapes du Tour méditerranéen
  - Trois Jours de La Panne :
    - Classement général
    - 1reb (contre-la-montre) et 3e étapes

  - 5e étape du Tour de France
  - Prologue du Tour des Pays-Bas
  - Grand Prix de la Libération (contre-la-montre par équipes)
  - 3e du Circuit des frontières
- 1992
  - 6e étape du Tour d'Aragon
  - 1re étape du Tour d'Espagne
  - Tour des Pays-Bas :
    - Classement général
    - Prologue et 2eb (contre-la-montre) étape

  - Grand Prix Eddy Merckx (contre-la-montre)
  - 3e du Circuit du Houtland
  - 6e du Tour des Flandres
- 1993
  - 3eb étape des Trois Jours de La Panne (contre-la-montre)
  - Prologue du Tour DuPont
  - 2e étape du Tour des Asturies (contre-la-montre)
  - 2e du Tour des Pays-Bas
  - 2e de Paris-Bruxelles
  - 3e du Grand Prix E3
  - 3e du Grand Prix Eddy Merckx
  - 5e du Grand Prix des Nations
- 1994
  - Flèche côtière
  - Championnat des Flandres
  - 2e du Ronde van Midden-Zeeland
- 1995
  - À travers la Belgique
  - 5eb étape du Tour d'Aragon
  - Tour de l'Oise :
    - Classement général
    - 1re étape

  - Binche-Tournai-Binche
  - Tour des Pays-Bas :
    - Classement général
    - 5e étape

  - 2e de la Flèche hesbignonne
  - 2e du Prix national de clôture
- 1996
  - Ronde van Midden-Zeeland
  - 2e de la Nokere Koerse
  - 2e du Grand Prix de Hannut
  - 3e du championnat des Pays-Bas du contre-la-montre

## Résultats sur les grands tours

### Tour de France
10 participations
- 1985 : 115e
- 1986 : hors délais (6e étape)
- 1987 : 124e, vainqueur du prologue,  maillot jaune pendant 1 jour
- 1988 : 122e, vainqueur de la 5e étape,  maillot jaune pendant 2 jours
- 1989 : 121e, vainqueur des 4e et 14e étapes
- 1990 : 127e, vainqueur de la 6e étape
- 1991 : 117e, vainqueur de la 5e étape
- 1992 : 113e
- 1993 : 129e
- 1995 : abandon (9e étape)

### Tour d'Espagne
2 participations
- 1991 : non partant (10e étape)
- 1992 : 103e, vainqueur du prologue,  maillot amarillo pendant 1 jour

## Distinctions
- Cycliste néerlandais de l'année : 1989

## Palmarès sur piste

### Championnats des Pays-Bas
- 1981
  -  Champion des Pays-Bas de poursuite juniors
- 1984
  -  Champion des Pays-Bas de poursuite amateurs
- 1985
  -  Champion des Pays-Bas de poursuite
- 1986
  -  Champion des Pays-Bas de course derrière derny